# Rudnik d.o.o.
Pour les articles homonymes, voir Rudnik.
Rudnik d.o.o. (ancien code BELEX : RUDN) est une entreprise serbe qui a son siège social à Rudnik. Elle travaille dans le secteur de l'industrie minière.

## Histoire
L'exploitation du plomb et du cuivre au mont Rudnik remonte à la plus lointaine Antiquité ; elle s'est poursuivie pendant tout le Moyen Âge et pendant la période moderne, avec des périodes d'éclipse. Après la Seconde Guerre mondiale, le gouvernement de la république fédérative socialiste de Yougoslavie décida de relancer l'industrie minière dans le pays. Le 5 janvier 1950, il créa la société Rudnik, une entreprise publique, et installa son siège social à Rudnik ; cette société eut comme mission l'exploration et l'exploitation des minerais de plomb et de cuivre. Le 10 août 1966, le tribunal de commerce de Kragujevac modifia le statut de l'entreprise, qui prit le nom de RMHK - Trepèa Kosovska Mitrovica, avec l'usine de flottation Rudnik à Rudnik ; il s'agissait alors de renforcer les liens entre les mines du mont Rudnik et celles de Trepča, au Kosovo. La société Rudnik resta au sein de l'entité Trepèa jusqu'en 1989. À partir de cette date, Rudnik a.d. travailla en tant que société indépendante. Elle a été privatisée le 14 octobre 2004 puis rachetée par la société Contango de Belgrade, qui détenait alors 70 % de son capital,.
Rudnik a.d. a été admise au libre marché de la Bourse de Belgrade le 13 juillet 2005 puis au marché réglementé le 21 mai 2012 ; elle en a été exclue le 28 mai 2012.

## Activités
Rudnik extrait du plomb (Pb), du zinc (Zn), du cuivre (Cu) et, dans une moindre proportion, de l'argent (Ag). Les minerais sont exploités principalement dans deux mines, celles de Srednji Šturac et de Gušavi Potok. La compagnie dispose également d'un laboratoire d'analyses. Le minerai extrait est ensuite traité par flottation dans une usine construite à cet effet.

## Données boursières
Le 28 mai 2012, date de sa dernière cotation, l'action de Rudnik a.d. valait 2 490 RSD (22,19 EUR),. Elle a connu son cours le plus élevé, soit 14 350 RSD (127,89 EUR), le 15 novembre 2007 et son cours le plus bas, soit 1 200 RSD (10,69 EUR), le 20 avril 2007.